# Alexandre Golovanov
Alexandre Ievguéniévitch Golovanov (russe : Александр Евгеньевич Голованов ; 7 août 1904 - 22 septembre 1975) est un militaire soviétique. 
Le 3 août 1943, il devient maréchal de l'aviation (devenant ainsi le plus jeune dans l'histoire de l'URSS à occuper ce grade) et le 19 août 1944, il est promu au grade de maréchal en chef de l'aviation (le second après Alexandre Novikov).

## Seconde Guerre mondiale
Au début de la guerre germano-soviétique (juin 1941), Golovanov commande le 212e régiment de bombardiers lourds ; puis il devient commandant (en fonction d'août à décembre 1941) de la 81e division de bombardiers à longue portée, subordonné au quartier général du commandement suprême. Cette division, sous sa direction, bombarde avec sa participation personnelle les installations militaires ennemies à Berlin (août à septembre 1941), Königsberg (1er septembre 1941), Dantzig, Ploieşti et d'autres villes.
Au cours de la bataille de Moscou (octobre 1941 à janvier 1942), son aviation à longue portée porte des coups puissants sur les positions d'artillerie, les formations de chars et les postes de commandement. 
À partir de février 1942, il commande la force de bombardiers à long rayon d'action de l'Armée de l'air soviétique, qui se transforme en 18e VVS-DA le 6 décembre 1944. Cette unité de l'armée opère des frappes aériennes contre les bases arrières reculées de l'Axe, soutient les forces terrestres lors des opérations en Prusse orientale, à Vienne et à Berlin, tout en menant diverses actions d'appui aux partisans de Yougoslavie.
En tant que commandant de l'aviation soviétique à longue portée (ADD), Golovanov reçoit l'ordre de détruire Helsinki au début de l'année 1944, afin de forcer la Finlande à accepter les conditions de paix dictées par les Soviétiques. Par la ruse et l'utilisation habile du radar, l'artillerie antiaérienne finlandaise réussit à sauver la ville (février 1944). Après que Staline a découvert plus tard dans l'année qu'il a été mal informé des résultats des bombardements, l'ADD est dissoute le 6 décembre 1944 en guise de sanction. Cet échec entrave grandement la carrière de Golovanov.

## Décorations
- Deux Ordres de Lénine
- Trois Ordres du Drapeau rouge
- Trois Ordres de Souvorov 1re classe
- Ordre de l'Étoile rouge
- Médaille de Partisan de la guerre patriotique 1re classe
- Médaille pour la Défense de Stalingrad
- Médaille pour la Défense de Moscou
- Médaille du Courage
- Médaille pour la prise de Königsberg
- Médaille pour la prise de Berlin
- Médaille pour la victoire sur l'Allemagne dans la Grande Guerre patriotique de 1941-1945